# Cerura rivera
Cerura rivera är en fjärilsart som beskrevs av William Schaus 1901. Cerura rivera ingår i släktet Cerura och familjen tandspinnare. Inga underarter finns listade i Catalogue of Life.